# Richard Sévigny
Joseph Francis Richard Sévigny, född 11 april 1957, är en kanadensisk före detta professionell ishockeymålvakt som tillbringade åtta säsonger i den nordamerikanska ishockeyligan National Hockey League (NHL), där han spelade för Montreal Canadiens och Quebec Nordiques. Han släppte in i genomsnitt 3,21 mål per match och hade fem nollor (match utan insläppt mål) på 176 grundspelsmatcher.
Sévigny spelade också för Springfield Indians, Nova Scotia Voyageurs och Fredericton Express i American Hockey League (AHL); Kalamazoo Wings i International Hockey League (IHL) samt Castors de Sherbrooke i Ligue de hockey junior majeur du Québec (LHJMQ).
Han vann Vézina Trophy, tillsammans med lagkamraterna Denis Herron och Michel Larocque, för säsongen 1980–1981.
Sévigny draftades av Montreal Canadiens i sjunde rundan i 1977 års draft som 124:e spelare totalt.
Efter den aktiva spelarkarriären har han bland annat varit ishockeytränare i Frankrike.